# Paratupua grayi
Paratupua grayi är en spindelart som beskrevs av Norman I. Platnick 1990. Paratupua grayi ingår i släktet Paratupua och familjen Synotaxidae.
Artens utbredningsområde är Victoria, Australien. Inga underarter finns listade i Catalogue of Life.